# Daikengo – strażnik kosmosu
Daikengo – strażnik kosmosu (jap. 宇宙魔神ダイケンゴー Uchū majin Daikengō; wł. Daikengo, il guardiano dello spazio) – japoński serial animowany wyprodukowany przez Toei Animation i wyemitowany od lipca 1978 do lutego 1979 roku na kanale TV Asahi.
W Polsce serial wyemitowano we włoskiej wersji językowej z polskim lektorem, którym był Janusz Kozioł.

## Produkcja
Autorem odpowiedzialnym za serial jest Akiyoshi Sakai. Reżyserem odpowiedzialnym za całokształt jest Masami Anno. Za muzykę odpowiada Hiroshi Tsutsui. W tworzenie tej serii zaangażowany był także Yoshiyuki Tomino. 
Anime to jest także debiutem aktorki głosowej Mitsuko Horie.